# Martin Mejzlík
Martin Mejzlík (* 4. července 1961, Tábor) je český herec.
Absolvent DAMU. Má angažmá v Klicperovo divadle v Hradci Králové a od roku 1991 ve Východočeském divadle Pardubice. V roce 1999 se oženil a má dvě děti (Zuzanu a Adama).

## Významné role v divadle
- Měsíční Běs (Aram)
- Mistr a Markétka (Mistr)
- Někdo to rád horké (Josefina alias Joe)
- Ondina (Hans)
- Pan Jedermann (Ďábel)
- Nebezpečné vztahy (Valmont)

- Do naha! (Jerry)
- Romance po křídlovku (František st.)
- Vítězství (Bohl)
- Vztahy na úrovni (s. Partrige)
- Peer Gynt (Gynt st.)